# Vinnybeach ~Kakuu no Kaigan~
Vinnybeach ~Kakuu no Kaigan~ (VINNYBEACH 〜架空の海岸〜) é o quarto álbum de estúdio do músico de rock japonês Kiyoharu, lançado em 12 de julho de 2006. Junto com outros três álbums, foi remasterizado e relançado em 5 de novembro de 2014 com o nome de "Vinnybeach ~Kakuu no Kaigan~ +2, com duas faixas bônus.
Os singles do álbum são "Seiza no Yoru/Shikuramen no Kahori", "Kimi no Koto ga" e o tema de abertura do anime The Wallflower, "Slow". Foi decidido que Kiyoharu tocaria os temas de abertura e encerramento do anime pois a autora do mangá, Tomoko Hayakawa, é uma grande fã dele.

## Recepção
Alcançou a décima sétima posição nas paradas da Oricon Albums Chart.

## Turnê
A turnê de lançamento do álbum, intitulada "<Kakuu no Kaigan>" começou em 18 de agosto de 2006.

## Faixas
| N.º | Título                                                              | Duração |  |
| 1.  | "Kakuu no kaigan" (架空の海岸)                                      | 2:23    |  |
| 2.  | "Dance"                                                             | 5:00    |  |
| 3.  | "Bye bye"                                                           | 4:41    |  |
| 4.  | "Emerald" (エメラルド)                                              | 4:54    |  |
| 5.  | "Slow"                                                              | 6:25    |  |
| 6.  | "Cold Rain"                                                         | 4:58    |  |
| 7.  | "club「HELL」"                                                      | 3:38    |  |
| 8.  | "Seiza no Yoru" (星座の夜)                                          | 4:19    |  |
| 9.  | "Travel"                                                            | 5:52    |  |
| 10. | "Mizuumi" (湖)                                                      | 6:32    |  |
| 11. | "And I can't feel nothing"                                          | 4:41    |  |
| 12. | "Kono Kodoku na Keshiki wo Ataeta Mae" (この孤独な景色を与えたまえ) | 6:48    |  |
| 13. | "Kimi no Koto ga" (君の事が)                                        | 7:07    |  |

| Faixas bônus da remasterização Vinnybeach ~Kakuu no Kaigan~ +2 |                              |         |  |
| N.º                                                            | Título                       | Duração |  |
| 1.                                                             | "Cry'n"                      | 4:07    |  |
| 2.                                                             | "Carnation" (カーネーション) | 4:41    |  |
| Duração total:                                                 | Duração total:               | 76:00   |  |

### Edição limitada
| Faixas bônus do DVD |                                           |         |  |
| N.º                 | Título                                    | Duração |  |
| 1.                  | "Kimi no Koto ga (君の事が)" (Videoclipe) |         |  |
| 2.                  | "Cold Rain" (Videoclipe)                  |         |  |
| 3.                  | "Document Eizou" (ドキュメント映像)       |         |  |